# Vila Iolanda
Vila Yolanda é um bairro localizado no município de Osasco, na Grande São Paulo

## Localização
Está localizado no Distrito Administrativo Sudeste. Sendo delimitado ao Norte pelo bairro Jardim das Flores; a  Leste com o bairro Cipava; ao Sul com o bairro Santo Antônio; a Oeste com os bairros Pestana e Jardim Roberto 
Fazem parte da Vila Yolanda os loteamentos Jardim Rosa; Vila Yolanda; Jardim Itabau; Jardim 3 Marias; Jardim Brasília; Jardim Califórnia; Jardim Ceci; Vila Santa Rosa; Vila Iracema; Jardim Maria Neves; Jardim Hercília; Vila Bove; Jardim Cacique; Vila Leonice; Jardim Cappelaro; Jardim Natal; Vila Ursula; Vila Festa; Vila Galvão; Vila Solange; Vila São João; Vila Nova Quitaúna; Jardim Cobeno; Jardim Carlos Hungria, totalizando uma área de 92,00 hectares.

## Dados da segurança pública do bairro
| Ocorrências de 2004           | Porcentagem | Números |
| ----------------------------- | ----------- | ------- |
| Homicídio doloso              | 0,53%       | 1       |
| Tentativa de homicídio doloso | 4,26%       | 8       |
| Tentativa de estupro          | 0,53%       | 1       |
| Tráfico de entorpecentes      | 1,06%       | 1       |
| Corrupção de menores          | 0,53%       | 2       |
| Furto                         | 35,11%      | 66      |
| Roubo                         | 30.85%      | 58      |
| Furto de veículos             | 17,02%      | 19      |
| Roubo de veículos             | 10.11%      | 32      |
| Total Ocorrências             | 100%        | 188     |

## Educação
- Creche Lar da Infância Padre José Carlos Di Mambro
- EMEI Elide Alves Dória
- EMEF João Guimarães Rosa
- EMEF Professora Cecília Correa Castelani
- EE Professora Fanny Manzoni dos Santos
- Juventude Cívica de Osasco (JUCO)[1]

## Saúde
- UBS III José Francisco Resende[1]